# Église Saint-Saturnin de Cazaux-Debat
L'église Saint-Saturnin de Cazaux-Debat est une église catholique située à Cazaux-Debat, dans le département français des Hautes-Pyrénées en France.

## Localisation
L'église paroissiale de Saint-Saturnin de Cazaux-Debat est située à l'extrémité sud du village.

## Historique
L'église est de style roman, comme l'atteste le portail d'entrée et le tympan à chrisme (monogramme du Christ).

La clé de voûte du chœur est ornée de deux fleurs de lys, pour rappeler le rattachement des Quatre Vallées à la couronne de France à la fin du XVe siècle.
L'ordonnance établie en 1664 après la visite de l'évêque indique que la sacristie a dû être construite peu après.
La nef a été agrandie par la construction de deux chapelles latérales en 1880.

## Architecture
L'église, avec son clocher-mur à l'ouest s'ouvre sur une nef prolongée par une abside semi-circulaire. Au sud se trouve la sacristie.

Le clocher-mur à deux baies a été bâti sur le modèle de ceux des édifices romans de la vallée. La nef et le chœur sont dotées de voûtes d'ogives.

À l'intérieur l'église comporte une cuve baptismale à pied gothique, un bénitier à cordelière du XVIe siècle, un Christ du XVIIIe siècle, des statues de bois polychromes du XIVe siècle.

## Galerie de photos

Sélection de vues diverses
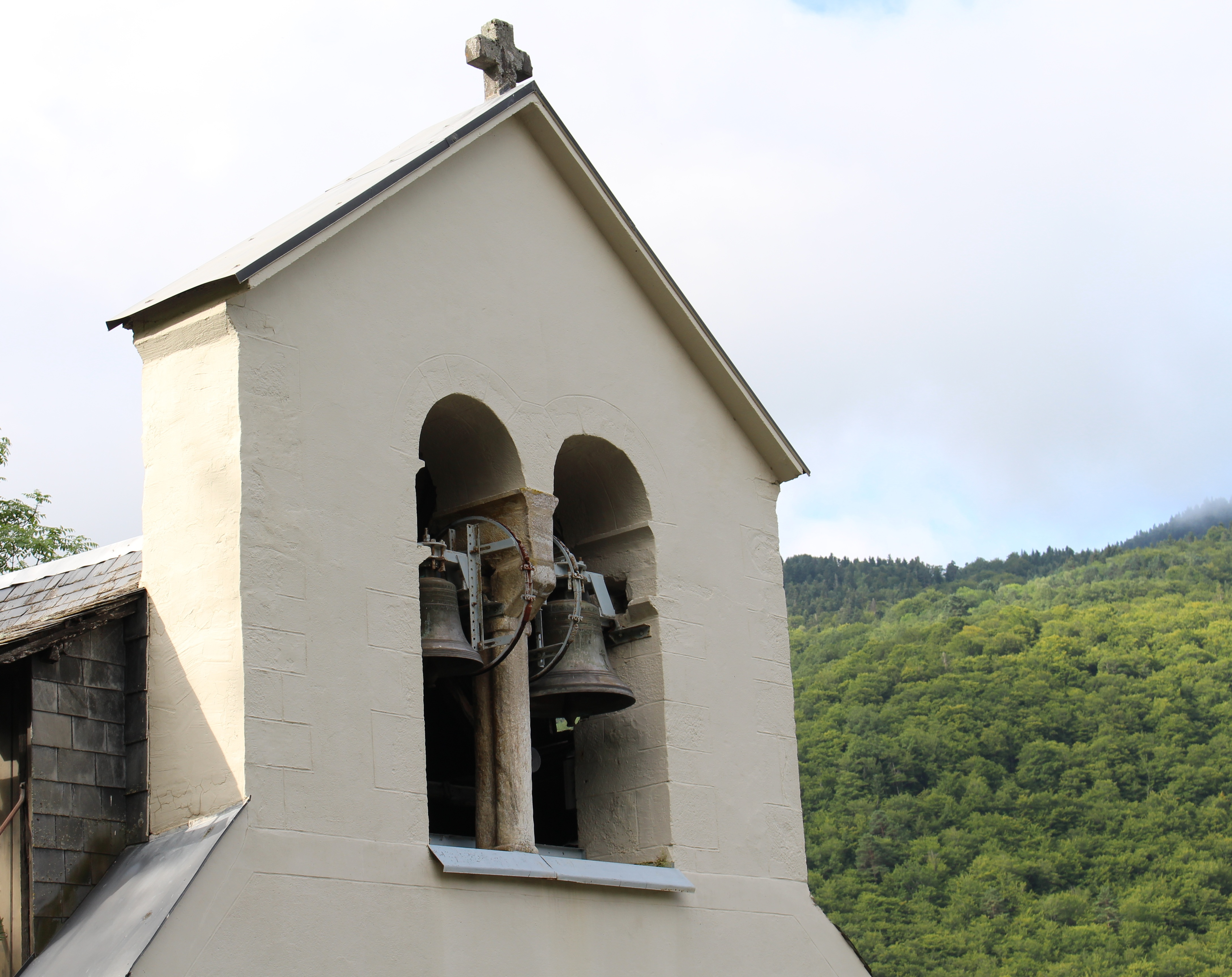
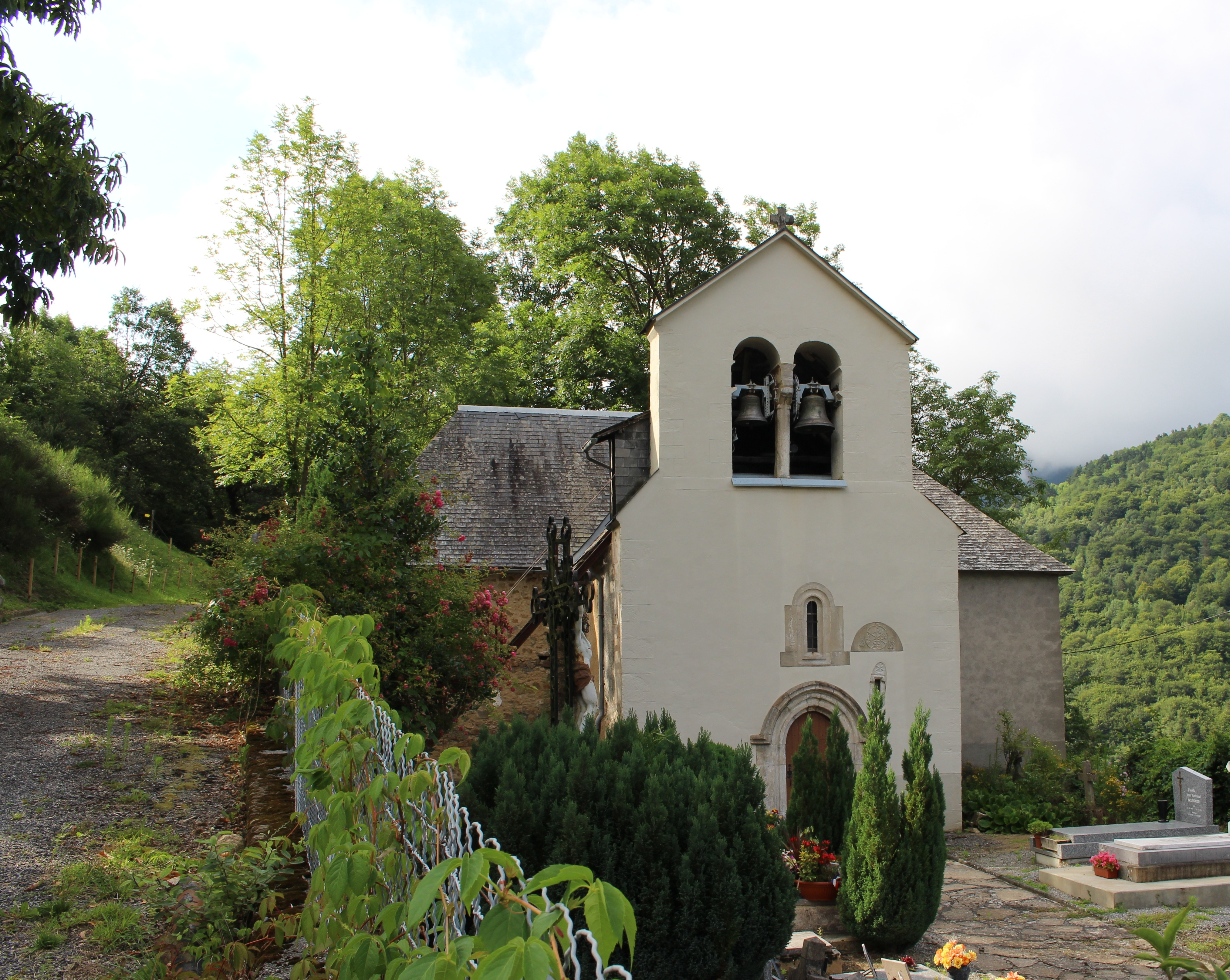
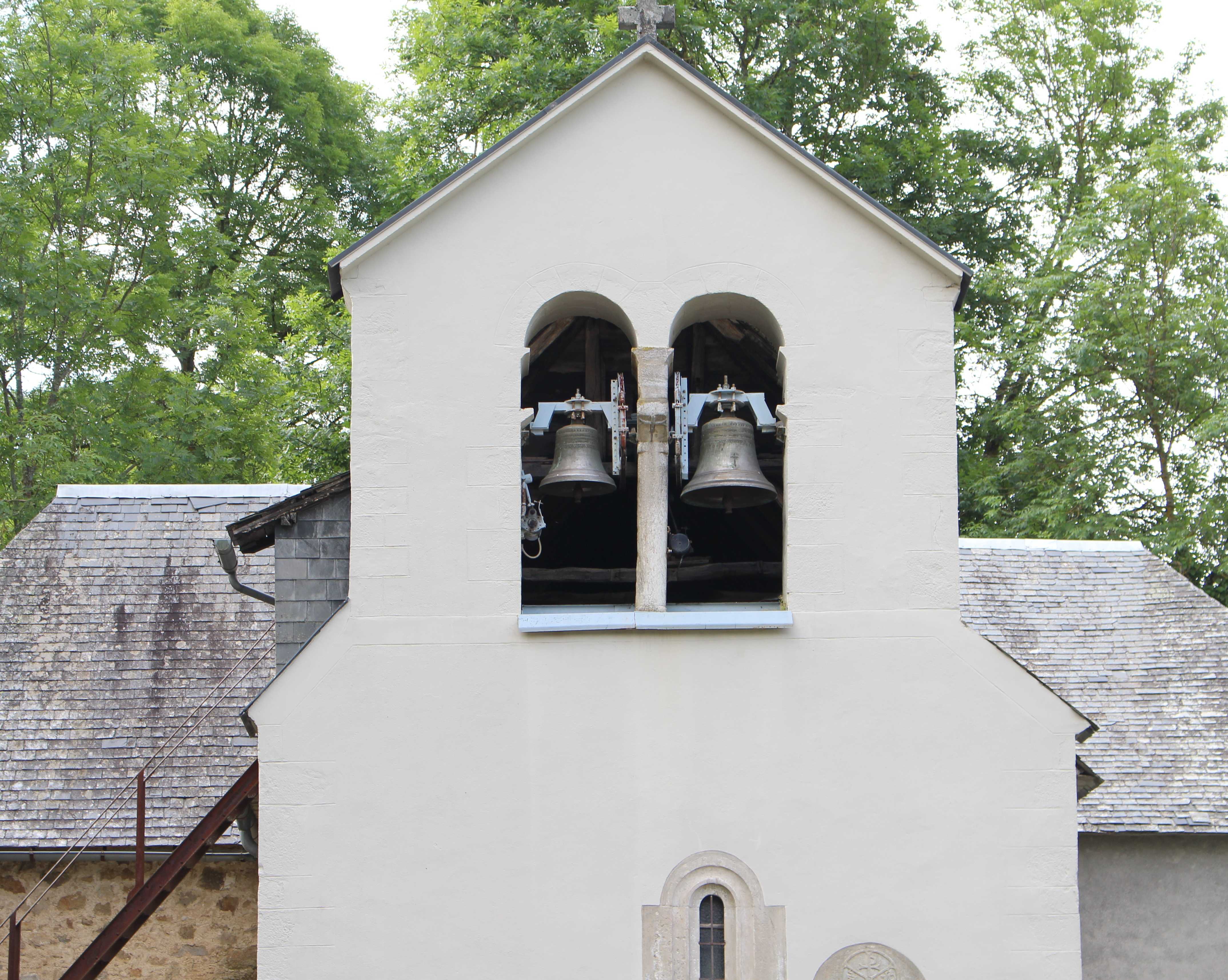